# Sigurd Hedberg
Olof Sigurd Hedberg, född 15 juni 1850 i Gävle, död 15 december 1918 i Stockholm, var en svensk skeppsredare och grosshandlare. Han var far till Ragnar Hedberg.
Hedberg, som var son till skeppsredare Anders Magnus Hedberg, övertog redan i unga år sin fars rörelse och överflyttade sedermera till Malmö, där han kom att verka som stenkolshandlare och skeppsredare. Inom den förstnämnda branschen blev han, efter kompanjonen Axel Scholanders tidiga frånfälle, ensam innehavare av av firman A. Scholander & Co, vilken utvecklades till en av de mest betydande i södra Sverige. Dels för uteslutande egen räkning, dels såsom verkställande direktör i aktiebolag drev han samtidigt en vidsträckt rederirörelse och när genom kontinentalrouten den direkta förbindelsen öppnades mellan svenska och preussiska statsbanenäten, var det Hedberg som i spetsen för det härför bildade sjöfartsbolaget ordnade och ledde sjötrafiken med de stora ångfartygen ända till dess att denna avlöstes av färjorna. Hedberg övertog även Klagshamns Cementverk från de tidigare danska ägare och byggde genom stora svårigheter upp detta företag till en solid ställning. I sammanslutningen av de nordiska skeppsredarna deltog han ivrigt och innehade bland annat uppdrag som ordförande i denna. Han ägnade stort intresse åt de nordiska sjöfartskongresserna och det främst genom hans ledning som den stora kongressen i Malmö kom till stånd under envoyén Ernst Günthers ledning. Hedberg var även medlem av kungliga kommittéer för utredningar av sjöfartsfrågor. Några år innan sin död överlät han ledningen för firman A. Scholander & Co till sin äldste son Ragnar, medan fartygen såldes.